# Покровська сільська рада (Коломацький район)
Покро́вська сільська́ ра́да — орган місцевого самоврядування в Коломацькому районі Харківської області. Адміністративний центр — село Покровка.

## Загальні відомості
- Покровська сільська рада утворена в 1920 році.
- Територія ради: 30,65 км²
- Населення ради: 574 особи (станом на 2001 рік)

## Населені пункти
Сільській раді підпорядковані населені пункти:
- с. Покровка
- с. Гладківка
- с. Панасівка
- с. Трудолюбівка

### Зниклі населені пункти
- с-ще Мирне

## Склад ради
Рада складається з 12 депутатів та голови.
- Голова ради: Рябченко Олександр Іванович
- Секретар ради: Кольганович Світлана Миколаївна

### Керівний склад попередніх скликань
| Прізвище, ім'я, по батькові | Основні відомості                                                         | Дата обрання | Дата звільнення |
| --------------------------- | ------------------------------------------------------------------------- | ------------ | --------------- |
| Рябченко Олександр Іванович | Сільський голова, 1960 року народження, освіта вища, член Партії регіонів | 26.03.2006   | 31.10.2010      |
| Рябченко Олександр Іванович | Сільський голова, 1960 року народження, освіта вища, член Партії регіонів | 31.10.2010   |                 |

Примітка: таблиця складена за даними сайту Верховної Ради України

### Депутати
За результатами місцевих виборів 2010 року депутатами ради стали:

#### За суб'єктами висування
| Суб'єкт висування                                       | Кількість обраних депутатів | %    |
| ------------------------------------------------------- | --------------------------- | ---- |
| Партія регіонів                                         | 6                           | 50   |
| Соціалістична партія України                            | 5                           | 41,7 |
| Політична партія Всеукраїнське об'єднання «Батьківщина» | 1                           | 8,3  |

#### За округами
| № округу                                                | Прізвище, ім'я, по батькові      | Дата визнання обраним | Освіта             | Партійна приналежність                        | Відомості про обраного депутата                    |
| ------------------------------------------------------- | -------------------------------- | --------------------- | ------------------ | --------------------------------------------- | -------------------------------------------------- |
| Партія регіонів                                         |                                  |                       |                    |                                               |                                                    |
| 1                                                       | Кольганович Світлана Миколаївна  | 01.11.2010            | середня спеціальна | член Партії регіонів                          | Покровська сільська рада, секретар                 |
| 2                                                       | Скрипник Світлана Миколаївна     | 01.11.2010            | вища               | член Партії регіонів                          | Покровська загальноосвітня школа І-ІІ ст., вчитель |
| 5                                                       | Курбет Любов Федорівна           | 01.11.2010            | середня спеціальна | член Партії регіонів                          | Покровська сільська рада, землевпо-рядник          |
| 9                                                       | Курбет Анатолій Іванович         | 01.11.2010            | вища               | член Партії регіонів                          | тимчасово не працює                                |
| 11                                                      | Сикеріна Ганна Олександрівна     | 01.11.2010            | середня            | член Партії регіонів                          | Харків-пасажир. вокзал, черговий вокзалу           |
| 12                                                      | Скрипник Анатолій Іванович       | 01.11.2010            | вища               | член Партії регіонів                          | тимчасово не працює                                |
| Політична партія Всеукраїнське об'єднання «Батьківщина» |                                  |                       |                    |                                               |                                                    |
| 10                                                      | Поклонський Володимир Сергійович | 01.11.2010            | середня спеціальна | член Всеукраїнського об'єднання «Батьківщина» | тимчасово не працює                                |
| Соціалістична партія України                            |                                  |                       |                    |                                               |                                                    |
| 3                                                       | Велентій Володимир Іванович      | 01.11.2010            | середня спеціальна | член Соціалістичної партії України            | ЗАТ АПО «Мрія», водій                              |
| 4                                                       | Литвиненко Олексій Миколайович   | 01.11.2010            | середня спеціальна | член Соціалістичної партії України            | ЗАТ АПО «Мрія», тракторист-машиніст                |
| 6                                                       | Костюченко Валентина Вікторівна  | 01.11.2010            | вища               | член Соціалістичної партії України            | ЗАТ АПО «Мрія», бухгалтер                          |
| 7                                                       | Вишняк Ольга Михайлівна          | 01.11.2010            | вища               | член Соціалістичної партії України            | ЗАТ АПО «Мрія», рев.комісія                        |
| 8                                                       | Пащенко Володимир Миколайович    | 01.11.2010            | середня спеціальна | член Соціалістичної партії України            | ЗАТ АПО «Мрія», водій                              |